# Тиори, Остин
О́стин Уа́йт (англ. Austin White, род. 2 августа 1997, Мак-Доно, Джорджия) — американский рестлер и бодибилдер. В настоящее время он выступает в WWE на шоу SmackDown под именем О́стин Ти́ори (англ. Austin Theory. Тиори также является бывшим двукратным чемпионом Соединённых Штатов WWE.
До WWE он выступал в независимых компаниях, в том числе в нескольких промоушенах под эгидой World Wrestling Network, таких как Full Impact Pro (FIP) и Evolve, выиграв при этом титул чемпиона WWN, титул чемпиона мира в тяжелом весе FIP и титул чемпиона Evolve.

## Ранняя жизнь
Остин Уайт родился 2 августа 1997 года в пригороде Атланты — Макдоно, Джорджия. В 2015 году он занял первое место на чемпионате по бодибилдингу NPC в Джорджии в категории «Мужчины-подростки», когда ему было 17 лет.

## Карьера в рестлинге

### Независимые компании (2016—2019)
5 мая 2016 года Уайт дебютировал в рестлинге под именем Остин Тиори, победив АР Фокса на шоу WWA4 и завоевав титул чемпиона WWA4 в тяжелом весе. 1 апреля 2017 года Тиори дебютировал в Progress Wrestling на совместном шоу Progress и Evolve, где он проиграл Киту Ли в четырёхстороннем матче, в котором также участвовали Джейсон Кинкейд и Бластер Макмассив.
12 августа 2016 года Тиори дебютировал в World Wrestling Network на Full Impact Pro (FIP). Тиори дебютировал в Evolve на Evolve 78, победив Дарби Аллина. На Evolve 97 Тиори победил Фреда Йехи и выиграл титул чемпиона мира в тяжелом весе FIP. На Evolve 100 Тиори не смог выиграть титул чемпион Evolve у Зака Сейбра-младшего. На Evolve 103 Тиори победил Кита Ли и выиграл чемпионство WWN, завершив 175-дневное чемпионство Ли. На Evolve 106 Тиори проиграл чемпионат WWN Джоуи Джанеле. 30 сентября на Accelerate он проиграл титул чемпиона мира FIP в тяжелом весе Энтони Генри. На Evolve 117 Тиори победил Фабиана Айхнера и Родерика Стронга и выиграл титул чемпиона Evolve. На Evolve 139 9 ноября 2019 года он проиграл титул Evolve Джошу Бриггсу.
16 июня 2018 года Тиори дебютировал в мексиканском промоушене The Crash Lucha Libre, проиграв Рей Хорусу. 2 марта 2019 года Тиори победил Вилли Мака, Барбаро Кавернарио и Сансона и выиграл титул чемпиона The Crash в тяжелом весе. 14 июня Тиори дебютировал в Consejo Mundial de Lucha Libre, представляя The Crash, в команде с Каристико и Воладором-младшим победив Руша и «Ла Песте Негра» (Барбаро Кавернарио и Негро Касас).

### WWE (2019—н.в.)
До подписания контракта с компанией он участвовал в пробном выступлении в WWE в феврале 2018 года. 8 апреля, во время 4-го дня WrestleMania Axxess, Тиори сохранил свой титул чемпиона WWN, победив Марселя Бартеля.

#### NXT и Raw (2019—2020)
15 августа 2019 года было объявлено, что Тиори подписал контракт с WWE и начнет заниматься в WWE Performance Center. В эпизоде NXT от 25 декабря Тиори дебютировал на ринге, приняв открытый вызов против Родерика Стронга за звание чемпиона Северной Америки NXT, но не смог завоевать титул. В эпизоде NXT от 8 января 2020 года Тиори одержал свою первую победу, победив Хоакина Уайлда.
Тиори появился на эпизоде Raw 30 марта в качестве помощника Зелины Веги, зарекомендовав себя как хил. Тиори объединился с Анхелем Гарзой и Сетом Роллинсом, где они были побеждены Кевином Оуэнсом и командными чемпионами WWE Raw «Уличной наживой» (Анджело Докинз и Монтез Форд). На WrestleMania 36 Тиори в команде с Гарзой безуспешно бросили вызов «Уличной наживе» в борьбе за командное чемпионство WWE Raw. На следующий вечер на Raw Тиори и Гарза снова потерпели поражение от «Наживы» в матче-реванше за титулы. После победы над Акирой Тодзавой на эпизоде Raw 13 апреля, другие соратники Веги, Гарза и Андраде, присоединились к нему в избиении Тодзавы, и все трое позировали вместе, подтверждая свой статус группировки. Однако 18 мая на Raw на него напали Андраде и Гарза, тем самым выгнав его из группировки. Позже в тот же вечер он помог Сету Роллинсу и Мёрфи напасть на Алистера Блэка, официально присоединившись к группе Роллинса в качестве ученика. Однако после эпизода Raw от 22 июня он перестал появляться вместе с Роллинсом и Мёрфи.

#### «Путь» (2020—2021)
В эпизоде NXT от 26 августа Тиори вернулся на телевидение, прервав Бронсона Рида, и вернулся на бренд. Затем он вернулся на ринг в эпизоде NXT от 8 сентября, проиграв Риду. После этого Тиори провел большую часть своего времени в NXT в качестве рестлера усиления, часто проигрывая свои матчи Кусиде, Декстеру Люмису и другим. Тиори стал новым членом группировку Джонни Гаргано на NXT TakeOver: War Games, помог Гаргано выиграть титул чемпиона Северной Америки NXT в рекордный третий раз. Затем он появился на эпизоде 9 декабря, чтобы объявить, что входит в группировку под названием «Путь» вместе с Гаргано, его женой Кэндис Ле Рей и Инди Хартвелл. На следующей неделе Тиори объединился с Гаргано, чтобы победить Кусиду и Леона Раффа.
В январе 2021 года Тиори и Гаргано приняли участие в турнире Dusty Rhodes Tag Team Classic, но они вылетели, проиграв в первом раунде Кусиде и Леону Раффу. В течение следующих нескольких месяцев Тиори в основном помогал Гаргано удерживать титул чемпиона Северной Америки против многочисленных соперников. После поражения Кайлу О’Райли в эпизоде NXT от 20 июля Тиори взял паузу в NXT. На премьере NXT 2.0 Тиори вернулся, чтобы присутствовать на свадьбе Инди Хартвелл и Декстера Люмиса.

#### Сюжетная линия с Мистером Макмэном (2021—2022)
В рамках драфта в октябре 2021 Тиори был выбран на бренд Raw. На эпизоде Raw 4 октября Тиори вернулся на бренд в качестве хила, напав на Джеффа Харди после его поражения Дамиану Присту. На следующей неделе на Raw Тиори победил Харди, а на следующей неделе вновь. На эпизоде Raw 25 октября Тиори вступил в короткую вражду с семьей Мистерио, победив Доминика Мистерио в тот вечер. На следующей неделе, в эпизоде Raw от 1 ноября, Тиори победил Рея Мистерио по дисквалификации, после того как сын Рея Доминик вмешался и жестоко ударил его по лицу, а рефери Род Сапата остановил матч. На эпизоде Raw от 15 ноября, после того как Рей Мистерио был ранен Бобби Лэшли, Тиори был объявлен его заменой в мужской команде Raw на Survivor Series.
На следующий вечер на Raw стало известно, что Тиори украл яйцо Клеопатры у Мистера Макмэна, в результате чего Макмэн наградил Тиори матчем за «стойкость духа» против Биг И в главном событии того вечера, который он проиграл. В течение последующих недель Тиори получал советы по карьере от Макмэна. В эпизоде Raw от 17 января 2022 года, после победы над Финном Балором, Макмэн наградил Тиори местом в матче «Королевская битва». 29 января на Royal Rumble Тиори вошёл в матч третьим участником и продержался 22 минуты, после чего был выброшен Эй Джей Стайлзом. В эпизоде Raw от 31 января Тиори победил Кевина Оуэнса в отборочном матче Elimination Chamber. На Elimination Chamber Тиори не смог завоевать титул чемпиона WWE после того, как в матче, в котором также участвовали Сет Роллинз, Эй Джей Стайлз, Риддл и защищающий титул Бобби Лэшли, он был удержан Броком Леснаром. Ближе к концу матча Elimination Chamber Леснар и Тиори вызвали шумиху, когда Леснар провел свой финишный прием F-5, сбросив Тиори с вершины одной из капсул камеры на пол.
В эпизоде Raw от 28 февраля 2022 года Тиори попытался подкупить Макмэна, чтобы он сам сопровождал его на интервью с Пэтом Макафи, однако Макмэн отверг эту идею. На той же неделе на SmackDown Тиори появился, несмотря на то, что был на другом бренде, и вступил в противостояние с Макафи, объявив, что он будет противником Макафи на WrestleMania. Тиори в итоге проиграл матч, но помог Мистеру Макмэну победить Макафи в последующем матче, который начался сразу после этого.

#### Чемпион Соединенных Штатов и победитель Money in the Bank (2022—н.в.)
На следующий вечер на Raw Остин Тиори объединился с Братьями Усо и победил RK-Bro и Финна Балора, победив Балора и получив шанс побороться за титул чемпиона Соединённых Штатов WWE Балора. На следующей неделе в закулисном сегменте Тиори объявил, что он и Мистер Макмэн решили, что имя Остин ему больше не подходит, он отказался от него и стал объявляться как просто Тиори. На эпизоде Raw от 18 апреля Тиори победил Балора и впервые в своей карьере стал чемпионом Соединённых Штатов; благодаря этой победе он стал самым молодым чемпионом Соединённых Штатов в истории WWE. В эпизоде Raw от 9 мая Тиори защищал титул против Коди Роудса и проиграл ему по дисквалификации после вмешательства Сета Роллинса, но сохранил титул. На шоу Hell in a Cell Тиори сохранил титул против Мустафы Али. На шоу Money in the Bank Тиори проиграл Бобби Лэшли в поединке за титул чемпиона Соединённых Штатов, завершив свое 75-дневное чемпионство. Но позже тем же вечером он был добавлен к матчу Money in the Bank и выиграл его. После нескольких недель намёков на то, что кейс будет им реализован на SummerSlam (2022) Тиори действительно вышел в зал в время матча за неоспоримое чемпионство Вселенной WWE между Броком Леснаром и Романом Рейнсом, когда оба участника матча были в нокдауне. Несмотря на это он не успел заявить о реализации кейса, его сначала перехватил Леснар, проведя F-5, а затем его же кейсом Тиори избил Рейнс. Свой матч на этом премиальном шоу за чемпионство Соединённых Штатов Тиори проиграл, уступив в матче-реванше Лэшли.
Также за без небольшого три недели до Summerslam свои претензии Тиори предъявил Дольф Зигглер. Он помешал Тиори победить Лэшли и Риддлу на RAW 11 июля, а через неделю напал ещё раз, проведя суперкик Тиори и помешав ему вернуться на ринг до отсчета судьи. 25 июля на RAW в Madison Square Garden Зигглер прояснил, что таких как Тиори была огромная куча. Они приходили и уходили. Остин слишком просто и быстро все получает, поэтому ему нужно преподать урок. 15 августа Тиори и Зигглер провели матч, в котором Тиори одержал победу. 22 августа на RAW Тиори оказался первым, кто поприветствовал вернувшегося Джонни Гаргано. Тиори предложил Джонни стать его ассистентом, но Гаргано отказался и вырубил его суперкиком.
На эпизоде Raw от 7 ноября Тиори обналичил свой контракт Money in the Bank на Сете Роллинсе для получения титула чемпиона Соединённых Штатов, но проиграл матч из-за вмешательства Лэшли. Это сделало Тиори первым рестлером, который обналичил свой контракт для получения вторичного чемпионата в WWE, и пятым, который не смог выиграть титул.
26 ноября на Survivor Series WarGames Тиори победил Роллинса и Лэшли в матче тройной угрозы и во второй раз в своей карьере выиграл титул чемпиона Соединённых Штатов. В эпизоде Raw от 5 декабря Тиори сохранил титул против Мустафы Али по дисквалификации после нападения вернувшегося Дольфа Зигглера. В эпизоде Raw от 2 января 2023 года Тиори сохранил титул против Роллинса, а также против Лэшли в матче без дисквалификации на Raw Is XXX 23 января после вмешательства вернувшегося Леснара. На Elimination Chamber 18 февраля Тиори успешно защитил титул против Бронсона Рида, Дэмиана Приста, Джонни Гаргано, Монтеза Форда и Сета Роллинса в матче Elimination Chamber, что стало первым случаем, когда титул оспаривался внутри одноимённой конструкции. На пресс-конференции после мероприятия Тиори бросил открытый вызов на титул, на который ответил Эдж, которого Тиори победил два дня спустя на Raw.

## Титулы и достижения

### Бодибилдинг
- National Physique Committee
  - Победитель чемпионата NPC в Джорджи среди подростков, мужской бодибилдинг (1 раз)[1][2]

### Рестлинг
- Black Gate Wrestling
  - Чемпион Black Gate Wrestling в тяжёлом весе (1 раз)
- The Crash Lucha Libre
  - Чемпион The Crash в тяжёлом весе (1 раз)[51][52]
- Evolve
  - Чемпион Evolve (1 раз)[53]
- Full Impact Pro
  - Чемпион мира FIP в тяжёлом весе (1 раз)[54][55]
- Fire Star Pro Wrestling
  - Чемпион FSPW в тяжёлом весе (2 раза)[54][56][57]
- Mucha Lucha Atlanta
  - Глобальный чемпион MLA (1 раз)[58][59]
- National Championship Wrestling
  - Чемпион NCW в тяжёлом весе (1 раз)
- Peachstate Wrestling Alliance
  - Чемпион наследия PWA (1 раз)[54][60]
- Pro Wrestling Illustrated
  - № 80 в топ 500 рестлеров в рейтинге PWI 500 в 2019[61]
- World Wrestling Network
  - Чемпион WWN (2 раза)[8][54][62]
- WWA4
  - Чемпион WWA4 в тяжёлом весе (1 раз)[3][54][63]
- WWE
  - Чемпион Соединённых Штатов WWE (2 раза)
  - Командный чемпион WWE SmackDown (1 раз) — с Грейсоном Уоллером
  - Победитель матч Money in the Bank (2022)
  - Награды конца года в NXT — Будущая звезда NXT (2020)[64]
- Xtreme Wrestling Alliance
  - Чемпион XWA в тяжёлом весе (1 раз)[65]